# Рождество на Ниле
«Рождество на Ниле» (итал. Natale sul Nilo) — итальянский комедийный фильм, снятый режиссёром Нери Паренти в 2002 году.

## Сюжет
Адвокат Фабио Чулла часто изменяет своей жене. Однажды она ловит мужа на измене, и решает развестись с ним. Когда она едет в Египет с её сыном, Фабио тоже едет в Египет, чтобы её переубедить. Там он занимается сексом с молодой женщиной, не зная, что она — девушка своего сына.
У генерала итальянских карабинеров Енрико Омброни есть 15-летняя дочь, Лорелла, которая хочет стать танцовщицей, и работать на ТВ. Чтобы её переубедить, он и его коллега Сальталакуалья сводят её в отпуск в Египет. Там они встречаются с модельным агентом Оскаром Туфелло, который предложит контракт Лорелле.
В египетской пирамиде вор Макс и его брат Бруно находят два амулета. Один из них приносит удачу, другой приносит неудачу. Если они не вернут амулеты до Нового года, они умрут.

## В главных ролях
- Кристиан Де Сика — Фабио Чулла
- Массимо Больди — Енрисо Омброни и свой отец
- Биаджо Иццо — Дженнаро Сальталакуалья
- Енцо Сальви — Оскар Туфелло / Альберто Саккани
- Паоло Контичини — капитан корабля
- Макс Каваллари — Макс
- Бруно Арена — Бруно
- Лукреция Пиаджо — Лорелла Омброни